# ZU TV
ZU TVはルーマニアのAntena TV Group傘下に置くルーマニアのテレビチャンネル。2014年4月3日開局。